# Ван ден Ваувер, Шарль
Шарль Жозе́ф Ван ден Ва́увер (фр. Charles Joseph Van den Wouwer; 7 сентября 1916, Тинмут, Девон — 1 июня 1989) — бельгийский футболист, играл на позиции нападающего. Участник чемпионата мира 1938 года.

## Биография

### Клубная карьера
В течение всей карьеры, насчитывающую 17 сезонов, играл за «Беерсхот», в составе которого в 1938 и 1939 годах выиграл два чемпионских титула. Завершил карьеру в 1950 году.

### Карьера в сборной
Дебютировал за сборную Бельгии 30 января 1938 года в товарищеском матче со сборной Франции — Бельгия проиграла со счётом 3:5. Принимал участие на чемпионате мира 1938 года, где сыграл в матче со сборной Франции — Бельгия проиграла 1:3. Всего за сборную Бельгии сыграл 8 матчей и забил 2 гола.

### Смерть
Скончался 1 июня 1989 года в возрасте 72 лет.

## Достижения
«Беерсхот»
- Чемпион Бельгии (2): 1937/38, 1938/39